# 콕세이더

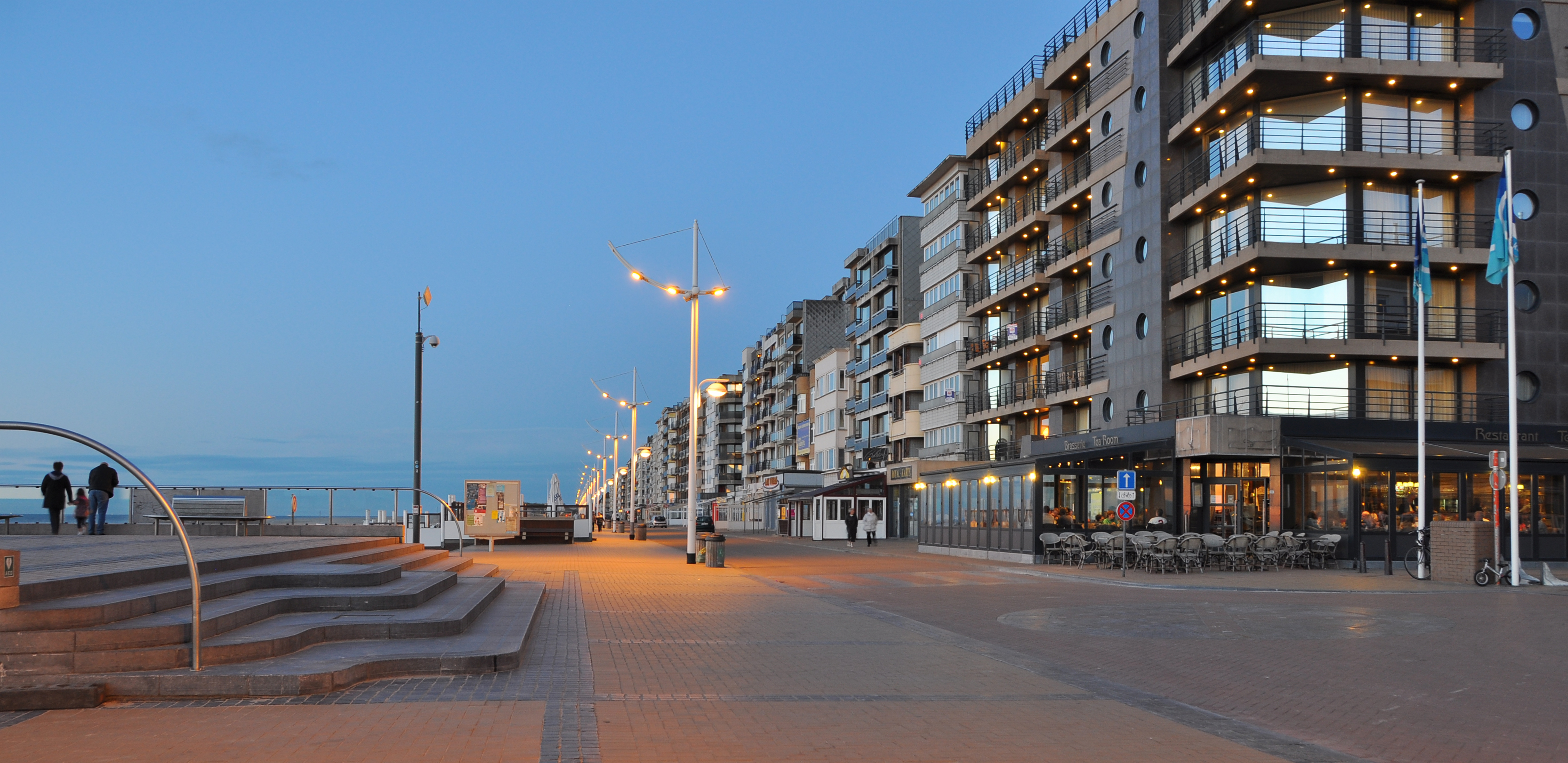
콕세이더

콕세이더(네덜란드어: Koksijde, 프랑스어: Coxyde 콕시드[*])는 벨기에 플란데런 지역 베스트플란데런주에 위치한 도시로 면적은 43.96km2, 인구는 22,153명(2013년 1월 1일 기준), 인구 밀도는 500명/km2이다. 북해 연안과 접한다.

시기
시 문장